# Лорел-Гілл (округ Скотленд, Північна Кароліна)
Лорел-Гілл (англ. Laurel Hill) — переписна місцевість (CDP) в США, в окрузі Скотленд штату Північна Кароліна. Населення — 1254 особи (2010).

## Географія
Лорел-Гілл розташований за координатами 34°48′34″ пн. ш. 79°32′44″ зх. д. / 34.80944° пн. ш. 79.54556° зх. д. (34.809526, -79.545460).  За даними Бюро перепису населення США в 2010 році переписна місцевість мала площу 6,24 км², з яких 6,21 км² — суходіл та 0,03 км² — водойми.

## Демографія
Згідно з переписом 2010 року, у переписній місцевості мешкали 1254 особи в 515 домогосподарствах у складі 346 родин. Густота населення становила 201 особа/км².  Було 584 помешкання (94/км²).
Расовий склад населення:
| - 65,2 % — білих - 21,3 % — чорних або афроамериканців - 10,8 % — корінних американців - 0,5 % — азіатів |

До двох чи більше рас належало 1,8 %. Частка іспаномовних становила 1,1 % від усіх жителів.
За віковим діапазоном населення розподілялося таким чином: 22,4 % — особи молодші 18 років, 62,9 % — особи у віці 18—64 років, 14,7 % — особи у віці 65 років та старші. Медіана віку мешканця становила 40,6 року. На 100 осіб жіночої статі у переписній місцевості припадало 88,6 чоловіків;  на 100 жінок у віці від 18 років та старших — 85,3 чоловіків також старших 18 років.
Середній дохід на одне домашнє господарство  становив 34 796 доларів США (медіана — 33 603), а середній дохід на одну сім'ю — 39 523 долари (медіана — 36 786). За межею бідності перебувало 15,1 % осіб, у тому числі 20,1 % дітей у віці до 18 років та 0,0 % осіб у віці 65 років та старших.
Цивільне працевлаштоване населення становило 270 осіб. Основні галузі зайнятості: освіта, охорона здоров'я та соціальна допомога — 41,5 %, роздрібна торгівля — 16,7 %, будівництво — 9,3 %, фінанси, страхування та нерухомість — 5,6 %.